# Morti nel 1987/Marzo
| Questa pagina contiene informazioni ricavate automaticamente dalle voci biografiche con l'ausilio del template Bio e di un bot. L'aggiornamento è periodico e automatico e ricostruisce completamente la pagina. Se manca una persona in questa lista, sei pregato di non aggiungerla, ma accertati piuttosto che la sua voce biografica contenga il template Bio e che i dati anagrafici siano correttamente compilati. Se il template Bio manca, inseriscilo tu stesso o, in alternativa, metti l'avviso {{tmp\|Bio}} che ne segnala la mancanza. Se i dati riportati sono sbagliati, correggi direttamente la voce biografica; le modifiche saranno visibili in questa lista entro pochi giorni. Per chiarimenti vedi il progetto biografie. La lista contiene solo le 98 persone che sono citate nell'enciclopedia e per le quali è stato implementato correttamente il template Bio. Pagina aggiornata al 3 mar 2024. |

- 1º marzo - Tony Kelly, cestista statunitense (n. 1919)
- 1º marzo - Beatrice Mancini, attrice italiana (n. 1917)
- 1º marzo - Giovanni Perari, politico italiano (n. 1941)
- 1º marzo - Wolfgang Seidel, pilota di Formula 1 tedesco (n. 1926)
- 1º marzo - Bertrand de Jouvenel, filosofo, politico e economista francese (n. 1903)
- 2 marzo - Jean-Pierre Mourier, calciatore francese (n. 1941)
- 2 marzo - Randolph Scott, attore statunitense (n. 1898)
- 3 marzo - Pietro Gramigna, militare italiano (n. 1912)
- 3 marzo - Danny Kaye, attore, cantante e ballerino statunitense (n. 1911)
- 3 marzo - Balilla Lombardi, calciatore italiano (n. 1916)
- 5 marzo - Ludwig Apfelbeck, ingegnere austriaco (n. 1903)
- 5 marzo - Georges Arnaud, scrittore, giornalista e drammaturgo francese (n. 1917)
- 6 marzo - Alfredo Boni, geologo e paleontologo italiano (n. 1909)
- 6 marzo - Wim Lagendaal, calciatore olandese (n. 1909)
- 6 marzo - John Spencer Trimingham, islamista britannico (n. 1904)
- 7 marzo - Henri Decaë, direttore della fotografia francese (n. 1915)
- 7 marzo - Waldo Salt, sceneggiatore statunitense (n. 1914)
- 7 marzo - Jurij Stepanovič Čuljukin, regista e attore sovietico (n. 1929)
- 8 marzo - Friedrich Markgraf, botanico tedesco (n. 1897)
- 8 marzo - Enrico Paresce, politico italiano (n. 1895)
- 9 marzo - Bobby Locke, golfista sudafricano (n. 1917)
- 10 marzo - George Glamack, cestista e allenatore di pallacanestro statunitense (n. 1918)
- 10 marzo - Santeri Levas, scrittore e fotografo finlandese (n. 1899)
- 10 marzo - Johannes Quasten, teologo tedesco (n. 1900)
- 11 marzo - Laerte Milani, scultore e regista cinematografico italiano (n. 1913)
- 12 marzo - Cesare Acutis, critico letterario e traduttore italiano (n. 1936)
- 12 marzo - Ferruccio Dalla Torre, bobbista italiano (n. 1931)
- 12 marzo - Frans Kuijper, pallanuotista e nuotatore olandese (n. 1900)
- 12 marzo - Richard Levinson, sceneggiatore e produttore televisivo statunitense (n. 1934)
- 13 marzo - Bernhard Grzimek, veterinario, etologo e zoologo tedesco (n. 1909)
- 13 marzo - Gerald Moore, pianista inglese (n. 1899)
- 14 marzo - Fredericus Henricus Maria van Straelen, ammiraglio olandese (n. 1899)
- 15 marzo - Aldo Bargero, medico italiano (n. 1924)
- 15 marzo - Alfonso Di Pasquale, pittore italiano (n. 1899)
- 15 marzo - Léon Fleuriot, linguista e storico francese (n. 1923)
- 15 marzo - Sadri Usuoğlu, cestista, allenatore di calcio e calciatore turco (n. 1908)
- 16 marzo - Zietta Liù, scrittrice e giornalista italiana (n. 1900)
- 16 marzo - Vivian Martin, attrice statunitense (n. 1893)
- 16 marzo - Raymond Passello, calciatore svizzero (n. 1905)
- 16 marzo - Isaak Pattiwael, calciatore indonesiano (n. 1914)
- 16 marzo - Rosario Romeo, storico e politico italiano (n. 1924)
- 16 marzo - Johann Otto von Spreckelsen, architetto danese (n. 1929)
- 16 marzo - Andrej Zazroev, calciatore sovietico (n. 1925)
- 17 marzo - Georg Lammers, velocista tedesco (n. 1905)
- 17 marzo - Antonio Lopez, illustratore statunitense (n. 1943)
- 17 marzo - Athos Panciroli, calciatore italiano (n. 1919)
- 17 marzo - Salvatore Toma, poeta italiano (n. 1951)
- 17 marzo - Hjördis Töpel, tuffatrice e nuotatrice svedese (n. 1904)
- 17 marzo - Santo Trafficante Jr., mafioso statunitense (n. 1914)
- 18 marzo - Milorad Arsenijević, calciatore e allenatore di calcio jugoslavo (n. 1906)
- 18 marzo - Gustav Rehn, calciatore norvegese (n. 1914)
- 19 marzo - Louis de Broglie, fisico, matematico e storico francese (n. 1892)
- 19 marzo - Emile Meyer, attore statunitense (n. 1910)
- 19 marzo - Harold Rosenthal, saggista e critico musicale inglese (n. 1917)
- 20 marzo - Joe Fitzgerald, hockeista su ghiaccio statunitense (n. 1904)
- 20 marzo - Luigi Gandini, canottiere italiano (n. 1928)
- 20 marzo - Licio Giorgieri, generale italiano (n. 1925)
- 20 marzo - Norman Harris, chitarrista, cantautore e produttore discografico statunitense (n. 1947)
- 20 marzo - Ernst Karlberg, hockeista su ghiaccio svedese (n. 1901)
- 20 marzo - Russell Ohl, inventore e fisico statunitense (n. 1898)
- 20 marzo - Rita Streich, soprano tedesco (n. 1920)
- 21 marzo - Dean Paul Martin, cantante, attore e aviatore statunitense (n. 1951)
- 21 marzo - Robert Preston, attore e cantante statunitense (n. 1918)
- 21 marzo - Jacob Taubes, insegnante, filosofo e rabbino austriaco (n. 1923)
- 22 marzo - Eugen Relgis, scrittore, filosofo e pacifista romeno (n. 1895)
- 22 marzo - Angelo Rossi, partigiano e attivista italiano (n. 1915)
- 22 marzo - Joan Shawlee, attrice statunitense (n. 1926)
- 23 marzo - Vincenzo Di Meglio, politico italiano (n. 1903)
- 23 marzo - Maurice Labro, regista francese (n. 1910)
- 23 marzo - Keith Richards, attore statunitense (n. 1915)
- 24 marzo - Umberto Bosco, critico letterario, storico della letteratura e italianista italiano (n. 1900)
- 24 marzo - Vicente Calderón Pérez-Cavada, imprenditore spagnolo (n. 1913)
- 24 marzo - Orsola Rivata, religiosa italiana (n. 1897)
- 25 marzo - Ivan Petrovič Ivanov-Vano, regista e sceneggiatore sovietico (n. 1900)
- 25 marzo - Henry Labouisse, diplomatico statunitense (n. 1904)
- 25 marzo - Moustache, batterista, attore e imprenditore francese (n. 1929)
- 25 marzo - Fanny Vialardi di Sandigliano, cavallerizza italiana (n. 1897)
- 26 marzo - Walter Abel, attore statunitense (n. 1898)
- 26 marzo - Lucio Balestrieri, storico e economista italiano (n. 1930)
- 26 marzo - Henrieta Delavrancea, architetta rumena (n. 1897)
- 26 marzo - Eugen Jochum, direttore d'orchestra tedesco (n. 1902)
- 26 marzo - Romano Ledda, giornalista e politico italiano (n. 1930)
- 26 marzo - Georg Muche, pittore tedesco (n. 1895)
- 26 marzo - Erich Römer, hockeista su ghiaccio tedesco (n. 1894)
- 27 marzo - Giuseppe Ambrosoli, medico, presbitero e missionario italiano (n. 1923)
- 27 marzo - Jacques Chalifour, cestista francese (n. 1926)
- 27 marzo - Giuseppe Nangeroni, geografo italiano (n. 1892)
- 28 marzo - Alphonse Amadou Alley, politico beninese (n. 1930)
- 28 marzo - Antonio Quarantotto, nuotatore italiano (n. 1895)
- 28 marzo - Maria Augusta Trapp, cantante e scrittrice austriaca (n. 1905)
- 28 marzo - Patrick Troughton, attore britannico (n. 1920)
- 28 marzo - Valéria Tyrolová, cestista cecoslovacca (n. 1936)
- 29 marzo - Mario Formenton, dirigente d'azienda e editore italiano (n. 1928)
- 29 marzo - József Kovács, mezzofondista ungherese (n. 1926)
- 29 marzo - Mario Montesanto, calciatore e allenatore di calcio italiano (n. 1909)
- 30 marzo - Pëtr Gusev, ballerino, coreografo e direttore artistico sovietico (n. 1904)
- 30 marzo - Giorgio Pini, politico e giornalista italiano (n. 1899)
- 31 marzo - Corrado Zorzin, calciatore italiano (n. 1921)